# Piatydnie
Piatydnie (ukr. П'ятидні) – wieś na Ukrainie na terenie rejonu włodzimierskiego w obwodzie wołyńskim. Leży nad rzeką Ług, 5 km od granicy z Polską. Liczy 841 mieszkańców.
Znajduje tu się przystanek kolejowy Piatydnie, położony na linii Włodzimierz Wołyński – Łudzin.

## Historia
Pierwsza wzmianka o Piatydniach pochodzi z 1259 roku. W XVII wieku wieś liczyła około 170 mieszkańców.
W II Rzeczypospolitej należała do wiejskiej gminy Chotiaczów w powiecie włodzimierskim w woj. wołyńskim i była zamieszkana głównie przez Ukraińców.
We wrześniu 1939 roku doszło tu do walk żołnierzy Wojska Polskiego z dywersantami ukraińskimi. 
Podczas okupacji niemieckiej miejsce masowej eksterminacji Żydów z Włodzimierza Wołyńskiego i okolic. Na początku września 1942 roku w dołach wykopanych przez ofiary pod lasem w pobliżu wsi rozstrzelano 15 tysięcy Żydów. W marcu 1943 w tym samym miejscu Niemcy zabili 1200 Żydów z obozu pracy we Włodzimierzu. Obecnie na miejscu egzekucji znajduje się pomnik w formie 12-metrowej świecy postawiony w 1989 roku.
Po wojnie wieś weszła w struktury administracyjne Związku Radzieckiego.